# Yunus Emre Başar
Yunus Emre Başar (Provincia di Sakarya, 5 novembre 1995) è un lottatore turco, specializzato nella lotta greco-romana.

## Biografia
Ai Giochi del Mediterraneo di Tarragona 2018 ha vinto la medaglia d'oro nel torneo dei 77 chilogrammi, battendo in finale il serbo Davor Štefanek.
Agli europei di Varsavia 2021 ha vinto la medaglia d'argento, perdendo in finale contro l'ungherese Tamás Lőrincz, dopo aver superato l'armeno Varuzhan Grigoryan agli ottavi, l'azero Sanan Suleymanov a quarti e l'ucraino Dmytro Pyškov in semifinale. Ai mondiali di Oslo 2021 è stato eliminato ai sedicesimi dal bielorusso Tsimur Berdyieu.
Agli europei di Varsavia 2021 si è confermato vicecampione continentale, a seguito della sconfitta contro l'armeno Malkhas Amoyan; nei turni precedenti aveva eliminato nell'ordine il francese Ibrahim Ghanem, il croato Antonio Kamenjašević e il bulgaro Aik Mnatsakanian.

## Palmarès
| Anno | Manifestazione          | Sede        | Evento | Risultato | Note |
| ---- | ----------------------- | ----------- | ------ | --------- | ---- |
| 2011 | Mondiali cadetti        | Szombathely | 58 kg  | 16º       |      |
| 2012 | Europei cadetti         | Katowice    | 69 kg  | Oro       |      |
| 2012 | Mondiali cadetti        | Baku        | 69 kg  | 9º        |      |
| 2013 | Mondiali junior         | Sofia       | 66 kg  | 13º       |      |
| 2016 | Europei U23             | Ruse        | 71 kg  | Oro       |      |
| 2018 | Giochi del Mediterraneo | Tarragona   | 77 kg  | Oro       |      |
| 2019 | Giochi europei          | Minsk       | 77 kg  | 5º        |      |
| 2020 | Europei                 | Roma        | 77 kg  | 13º       |      |
| 2021 | Europei                 | Varsavia    | 77 kg  | Argento   |      |
| 2021 | Mondiali                | Oslo        | 77 kg  | 22º       |      |
| 2022 | Europei                 | Budapest    | 77 kg  | Argento   |      |

## Altre competizioni internazionali
2018
- 8º nei 77 kg nel RS - Grand Prix of Zagreb ( Zagabria)
- Bronzo nei 77 kg nel Torneo Dan Kolov - Nikola Petrov ( Sofia)

2019
- Argento nei 77 kg nel RS - Grand Prix of Zagreb ( Zagabria)

2020
- Argento nei 77 kg nel RS - Torneo Matteo Pellicone ( Roma)

2021
- Argento nei 77 kg nel Grand Prix de France Henri Deglane ( Nizza)
- Argento nei 77 kg nel Torneo Matteo Pellicone ( Roma)